# Luca Rastelli
Luca Rastelli (ur. 29 grudnia 1999 w Cremonie) – włoski kolarz szosowy.

## Osiągnięcia
Opracowano na podstawie:
2017
- 2. miejsce w Trofeo Città di Loano
- 3. miejsce w mistrzostwach Włoch juniorów (jazda indywidualna na czas)
- 2. miejsce w mistrzostwach świata juniorów (start wspólny)

2019
- 2. miejsce w Coppa della Pace

## Rankingi
| Rok             | 2018  | 2019  | 2020 | 2021 | 2022  |
| --------------- | ----- | ----- | ---- | ---- | ----- |
| World Ranking   | 2709. | 1903. | -    | -    | 2288. |
| UCI Europe Tour | 1793. | 1253. | -    | -    | 1436. |
|                 |       |       |      |      |       |
| Źródło: UCI     |       |       |      |      |       |